# Xã Franklin, Quận Wayne, Ohio
Xã Franklin (tiếng Anh: Franklin Township) là một xã thuộc quận Wayne, tiểu bang Ohio, Hoa Kỳ. Năm 2010, dân số của xã này là 3.872 người.